# Paradoja de la fuerza irresistible
La paradoja de la fuerza irresistible (o imparable) es una paradoja clásica que se formula así: ¿Qué pasaría si una fuerza imparable chocara contra un objeto inamovible?
Las respuestas comunes a esta paradoja recurren a la lógica y a la semántica.
- Lógica: Si existe una cosa tal como una fuerza imparable, entonces no puede existir un objeto inamovible y viceversa. Es lógicamente imposible la existencia de los objetos (una fuerza imparable y un objeto inamovible) en un mismo universo al mismo tiempo.
- Semántica: Si existe una cosa tal como una fuerza imparable, entonces hablar de un objeto inamovible no tendría sentido en ese contexto y viceversa, con lo cual el asunto vendría a ser algo así como preguntar, por ejemplo, por un triángulo de cuatro lados.

Esta paradoja es similar a la paradoja de la omnipotencia, pero aquella suele discutirse en el contexto de la omnipotencia divina (¿podría Dios crear una piedra tan pesada que ni él mismo pudiera levantar?).
La paradoja debe ser entendida como un ejercicio de lógica, no como el postulado de una posible realidad. Según el conocimiento científico moderno, no hay y no puede haber fuerzas imparables ni objetos inamovibles. Un objeto inamovible tendría que tener una inercia infinita y por lo tanto una masa infinita. Tal objeto se derrumbaría bajo su propia gravedad y crearía una singularidad. Una fuerza imparable implicaría una energía infinita, lo que según la ecuación de Albert Einstein E = m · c2 implicaría también una masa infinita. Obsérvese que, desde un punto de vista moderno, una bala de cañón que no puede ser absorbida y una pared que no puede ser derribada son un mismo tipo de objeto imposible, uno con inercia infinita.
Un ejemplo de esta paradoja fuera de la cultura occidental puede ser visto en el origen de la palabra china para paradoja (矛盾), literalmente “lanza escudo” la palabra proviene de una historia en la que un vendedor estaba tratando de vender una lanza y un escudo. Cuando le preguntaron cuán buena era su lanza, éste aseguró que podía atravesar cualquier escudo y cuando le preguntaron cuán bueno era su escudo respondió que podía detener los ataques de cualquier lanza. Entonces una persona preguntó qué pasaría si lanzaba su lanza contra su escudo. El vendedor no pudo contestar y esto condujo a la aparición de «自相矛盾» (o «autocontradictorio») en ese idioma.
Otra aproximación a esta paradoja es decir simplemente que el objeto continuará existiendo, ya que por definición una fuerza imparable es un objeto inamovible.
En caso de que la colisión fuera posible, el acto se llevaría a cabo de la siguiente forma:
Al hablar de un objeto inamovible, este debería ser comprendido como un objeto inacelerable, al cual es imposible aplicarle una aceleración sin importar la fuerza impartida (teniendo este objeto una velocidad de cero). Asimismo, una fuerza imparable consistiría en exactamente lo mismo: un objeto al que, sin importar la fuerza impartida, no se le puede aplicar una aceleración (teniendo este objeto una velocidad mayor a cero). Si se ignoran todas las leyes físicas que impiden que dichos objetos existan, al producirse una colisión entre estos simplemente se atravesarían. Los átomos imparables pasarían por el espacio vacío en y alrededor de los átomos inamovibles.
La explicación de que la fuerza imparable cambiaría de dirección tras la colisión es falsa, ya que para que un cuerpo cambie su dirección, su velocidad debe disminuir en relación con el ángulo que forman su dirección inicial y su dirección final (en caso de que la dirección cambie en 180°, la velocidad sería de cero un momento antes del cambio de dirección).
La luz en movimiento no desacelera para cambiar el ángulo de recorrido, para el caso de dos fuerzas opuestas, como se había mencionado en el caso del objeto inamovible la inercia es infinita al igual que su masa, pero a su vez la masa contenida en estado de reposo infinito necesitaría tener una energía igual o superior a la que trata de moverla, de ahí que si se presenta un pulso ecuánime de energía el resultado será cero sin alterar las energías participantes.
- Datos: Q6073779